# 伊宁塔塔尔寺
伊宁塔塔尔寺，位于新疆维吾尔自治区伊犁哈萨克自治州伊宁市，是塔塔尔族的伊斯兰教清真寺。

## 简介
伊宁塔塔尔寺由布哈拉的塔塔尔族大伊玛目开西甫尔阿斯拉力于清朝光绪三十年（1904年）修建。可容纳600人同时做礼拜。1990年代，每天仍有塔塔尔族以及其他民族的穆斯林数百人来伊宁塔塔尔寺做礼拜。
旧时，该清真寺与拜图拉清真寺、回族大寺号称伊犁三大清真寺。